# Skansen (Tromsø)
 For alternative betydninger, se Skansen. (Se også artikler, som begynder med Skansen)
Skansen i Tromsø er et fæstningsværk fra middelalderen. Fæstningsvolden er det eneste bevarede anlæg fra middelalderen, og det anses for det mest værdifulde kulturhistoriske anlæg i kommunen. Borgen har været anlagt på en kunstig ø i Tromsøysundet, og mod landsiden løb en å ned hvor Nordre Tollbugate nu ligger. Åen har delt sig i to og dannet en voldgrav. Dateringen af fæstningsværket varierer fra 1000-tallet til 1400-tallet, mens 1200-tallet og Håkon Håkonssons kirkebygning på Tromsøya ofte har vært nævnt som mulig foranledning.
Bygningerne på Skansen er de ældste bygninger i Tromsø. De har tidligere vært brugt som toldbod, bolig, skoler, lasaret, alderdomshjem og bymuseum.

## Anlægget
Skansen er et cirkelrundt borganlæg med en diameter på om omkring 50 meter som ligger på østsiden af Tromsøya, lige syd for Tromsøbroen som i dag forbinder øen med fastlandet. Anlægget består af et rundt, kunstig plateau, omgivet af en 3-4 meter høj vold. Fra indersiden bliver volden op mod 1 meter høj. I dag ligger anlægget på grund af landhævning godt inde på land, men tidligere har den ligget på et næs omgivet af hav i syd, øst og nord. Tidligere havde Skansen en voldgrav på landsiden mod vest. Anlægget må oprindelig have virket mere dominerende i landskabet end i dag. Voldgraven er i dag borte, men tilstedeværelsen af voldgrav tyder på at anlægget er førreformatorisk, og vi må antage at det tidligere har været en palisade på toppen af volden.

## Datering og historie
Skansen blev oprindelig anlagt på en lille ø strategisk placeret hvor Tromsøysundet var smallest.
I 1999 blev organisk materiale fra borgplateauet udtaget til kulstof 14-datering. Dateringerne indikerede menneskelig aktivitet fra omkring midten af 1200-tallet til begyndelsen af 1300-tallet, men giver ikke nogen direkte indikation på hvornår Skansen blev grundlagt. Den vigtigste indikationen på opførelsesår bliver dermed sagn som fortalte at Skansen var anlagt for at gi beskyttelse mod russiske angreb. Perioden mellem starten af 1200-tallet og 1400-tallet er således mest sandsynlig. Antagelig før første halvdel af 1300-tallet da Vardøhus formodentlig blev bygget. Norge var på dette tidspunkt i konflikt med den russiske republik Novgorod, som dominerede de finsksprogede kareler nord for Novgorod. Selvom denne perioden er kendt for en række stenborge som Tunsberghus og Akershus, er det ikke usandsynlig at Skansen blev bygget i denne perioden. Dette skyldes at russerne og karelernes belejringsteknik fortsat var så enkel at en træ- og jordborg kunne modstå deres belejringer, hvilket der er flere eksempler på fra områderne omkring Den Finske Bugt.
Midt i 1800-tallet blev Tromsø værft anlagt nær ved fæstningsanlægget, og værftet har vært i drift til i dag.

## Skansen i dag
I dag bruges bygningerne på Skansen til forskellige offentlige formål. Hovedhusets indeholder bl.a. et galleri med billeder af kunstnere som Idar Ingebrigtsen og Hans Haakø. Middelalderborgens udeareal (skansevolden) bruges til kulturarrangementer.
Kanonlavetterne som står placeret på voldens østside, er kopier af dem som findes på Vardøhus fæstning.
Skansen blev ramt af brand i 2003, og efter dette er bygningen blevet fuldstændigt restaureret. Ingen museumsgenstande blev ødelagt under brandene. Bygningerne og området er fredet, og restaureringen foregik derfor i samarbejde med fylkeskonservatoren og der blev anvendt gamle byggeteknikker og materialer.

## Tusenårssted
Skansen er Tromsø kommunes tusenårssted, og som tusenårssted er området ment at være et samlingssted og mødeplads for kulturoplevelse og interaktion for alle.